# Франклін (Каліфорнія)
Франклін (англ. Franklin) — переписна місцевість (CDP) в США, в окрузі Мерсед штату Каліфорнія. Населення — 6919 осіб (2020).

## Географія
Франклін розташований за координатами 37°19′40″ пн. ш. 120°31′56″ зх. д. / 37.32778° пн. ш. 120.53222° зх. д. (37.327738, -120.532183).  За даними Бюро перепису населення США в 2010 році переписна місцевість мала площу 5,21 км², уся площа — суходіл.

## Демографія
Згідно з переписом 2010 року, у селищі мешкало 6149 осіб у 1680 домогосподарствах у складі 1370 родин. Густота населення становила 1181 особа/км².  Було 1907 помешкань (366/км²).
Расовий склад населення:
| - 56,2 % — білих - 15,1 % — азіатів - 4,4 % — чорних або афроамериканців - 1,3 % — корінних американців - 0,2 % — вихідців з тихоокеанських островів - 17,4 % — осіб інших рас |

До двох чи більше рас належало 5,4 %. Частка іспаномовних становила 52,9 % від усіх жителів.
За віковим діапазоном населення розподілялося таким чином: 35,2 % — особи молодші 18 років, 57,6 % — особи у віці 18—64 років, 7,2 % — особи у віці 65 років та старші. Медіана віку мешканця становила 27,0 року. На 100 осіб жіночої статі у селищі припадало 100,2 чоловіків;  на 100 жінок у віці від 18 років та старших — 96,8 чоловіків також старших 18 років.
Середній дохід на одне домашнє господарство  становив 51 107 доларів США (медіана — 40 160), а середній дохід на одну сім'ю — 48 422 долари (медіана — 41 599). Медіана доходів становила 35 553 долари для чоловіків та 35 167 доларів для жінок. За межею бідності перебувало 34,2 % осіб, у тому числі 50,3 % дітей у віці до 18 років та 29,5 % осіб у віці 65 років та старших.
Цивільне працевлаштоване населення становило 2321 осіб. Основні галузі зайнятості: освіта, охорона здоров'я та соціальна допомога — 24,4 %, роздрібна торгівля — 19,1 %, науковці, спеціалісти, менеджери — 10,0 %, будівництво — 7,8 %.